# Baranya
Baranya er en af de 19 provinser i Ungarn. Provinsen har et areal på 4.430 kvadratkilometer, og et indbyggertal (pr. 2001) på ca. 407.000. 
Baranyas hovedstad er Pécs, der også er provinsens største by.
- Wikimedia Commons har flere filer relateret til Baranya

46°05′N 18°14′Ø / 46.08°N 18.23°Ø